# Norwegia na Letnich Igrzyskach Olimpijskich 1920
Norwegię na Letnich Igrzyskach Olimpijskich 1920 reprezentowało 193 zawodników: 187 mężczyzn i 6 kobiet. Był to szósty start reprezentacji Norwegii na letnich igrzyskach olimpijskich.

## Zdobyte medale
| Medal  | Zawodnik | Dyscyplina           | Konkurencja                                   | Rezultat                                              |
| ------ | --- | -------------------- | --------------------------------------------- | ----------------------------------------------------- |
| Złoto  | Helge Løvland | Lekkoatletyka        | Dziesięciobój                                 | 6803,355 pkt                                          |
| Złoto  | Otto Olsen | Strzelectwo          | Karabin wojskowy 300 m leżąc indywidualnie    | 60pkt                                                 |
| Złoto  | Otto Olsen | Strzelectwo          | Biegnący jeleń runda pojedyncza indywidualnie | 43 pkt                                                |
| Złoto  | Einar Liberg, Ole Lilloe-Olsen, Harald Natvig, Hans Nordvik, Otto Olsen | Strzelectwo          | Biegnący jeleń strzał pojedynczy drużynowo    | 178 pkt                                               |
| Złoto  | Ole Lilloe-Olsen | Strzelectwo          | Biegnący jeleń strzał podwójny indywidualnie  | 82 pkt                                                |
| Złoto  | Thorstein Johansen, Einar Liberg, Ole Lilloe-Olsen, Harald Natvig, Hans Nordvik | Strzelectwo          | Biegnący jeleń strzał podwójny drużynowo      | 343 pkt                                               |
| Złoto  | Andreas Brecke, Paal Kaasen, Ingolf Rød | Żeglarstwo           | Klasa 6 metrowa formuła 1919                  | 4 pkt                                                 |
| Złoto  | Carl Ringvold, Thorleif Holbye, Alf Jacobsen, Kristoffer Olsen, Tellef Wagle | Żeglarstwo           | Klasa 8 metrowa formuła 1907                  | 2 pkt                                                 |
| Złoto  | Magnus Konow, Thorleif Kristoffersen, Reidar Martiniuson, Ragnar Vik | Żeglarstwo           | Klasa 8 metrowa formuła 1919                  | 3 pkt                                                 |
| Złoto  | Erik Herseth, Sigurd Holter, Gunnar Jamvold, Peter Jamvold, Claus Juell, Ingar Nielsen, Ole Sørensen | Żeglarstwo           | klasa 10 metrowa formuła 1907                 |                                                       |
| Złoto  | Charles Arentz, Robert Giertsen, Willy Gilbert, Arne Sejersted, Halfdan Schjøtt, Trygve Schjøtt, Otto Falkenberg | Żeglarstwo           | Klasa 10 metrowa formuła 1919                 |                                                       |
| Złoto  | Henrik Østervold, Jan Østervold, Ole Østervold, Hans Næss, Halvor Møgster, Halvor Birkeland, Rasmus Birkeland, Kristian Østervold, Lauritz Christiansen | Żeglarstwo           | Klasa 12 metrowa formuła 1907                 |                                                       |
| Złoto  | Johan Friele, Olaf Ørvig, Arthur Allers, Christen Wiese, Martin Borthen, Egill Reimers, Kaspar Hassel, Thor Ørvig, Erik Ørvig | Żeglarstwo           | Klasa 12 metrowa formuła 1919                 |                                                       |
| Srebro | Sverre Sørsdal | Boks                 | Waga półciężka                                | w finale uległ reprezentantowi USA Edwardowi Eaganowi |
| Srebro | Alf Aanning, Karl Aas, Jørgen Andersen, Gustav Bayer, Jørgen Bjørnstad, Asbjørn Bodahl, Eilert Bøhm, Trygve Bøyesen, Ingolf Davidsen, Håkon Endreson, Jacob Erstad, Harald Færstad, Hermann Helgesen, Petter Hol, Otto Johannessen, John Anker Johansen, Torbjørn Kristoffersen, Henrik Nielsen, Jacob Opdahl, Arthur Rydstrøm, Frithjof Sælen, Bjørn Skjærpe, Wilhelm Steffensen, Olav Sundal, Reidar Tønsberg, Lauritz Wigand-Larsen | Gimnastyka           | Wielobój drużynowy styl wolny                 | 48,55 pkt                                             |
| Srebro | Andreas Krogh | Łyżwiarstwo figurowe | Soliści                                       | 18,0 pkt                                              |
| Srebro | Alexia Bryn, Yngvar Bryn | Łyżwiarstwo figurowe | Pary sportowe                                 | 15,5 pkt                                              |
| Srebro | Albert Helgerud, Otto Olsen, Østen Østensen, Gudbrand Skatteboe, Olaf Sletten | Strzelectwo          | Karabin dowolny 3 postawy 300 m drużynowo     | 4748 pkt                                              |
| Srebro | Albert Helgerud, Otto Olsen, Jacob Onsrud, Østen Østensen, Olaf Sletten | Strzelectwo          | Karabin wojskowy 300 i 600 m leżąc drużynowo  | 565 pkt                                               |
| Srebro | Einar Torgersen, Leif Erichsen, Andreas Knudsen | Żeglarstwo           | klasa 6 metrowa (formuła 1907)                | 7 pkt                                                 |
| Srebro | Johan Faye, Sten Abel, Christian Dick, Niels Nielsen | Żeglarstwo           | klasa 7 metrowa                               | 5 pkt                                                 |
| Srebro | Jens Salvesen, Finn Schiander, Lauritz Schmidt, Nils Thomas, Ralph Tschudi | Żeglarstwo           | klasa 8 m formuła 1919                        | 6pkt                                                  |
| Brąz   | Martin Stixrud | Łyżwiarstwo figurowe | Soliści                                       | 24,5 pkt                                              |
| Brąz   | Albert Helgerud, Sigvart Johansen, Anton Olsen, Østen Østensen, Olaf Sletten | Strzelectwo          | Karabin małokalibrowy 50 m drużynowo          | 1866 pkt                                              |
| Brąz   | Østen Østensen | Strzelectwo          | Karabin dowolny 3 postawy indywidualnie       | 980 pkt                                               |
| Brąz   | Harald Natvig | Strzelectwo          | Biegnący jeleń runda pojedyncza indywidualnie | 41 pkt                                                |
| Brąz   | Einar Liberg | Strzelectwo          | Biegnący jeleń strzał podwójny indywidualnie  | 71 pkt                                                |
| Brąz   | Theodor Nag, Conrad Olsen, Adolf Nilsen, Håkon Ellingsen, Thore Michelsen, Arne Mortensen, Karl Nag, Tollef Tollefsen, Thoralf Hagen | Wioślarstwo          | Ósemka mężczyzn                               | 6:36,0 min                                            |
| Brąz   | Birger Var, Theodor Klem, Henry Larsen, Per Gulbrandsen, Thoralf Hagen | Wioślarstwo          | Czwórka ze sternikiem                         | 7:02,0 min                                            |
| Brąz   | Frithjof Andersen | Zapasy               | Waga lekka styl klasyczny                     |                                                       |
| Brąz   | Henrik Agersborg, Einar Berntsen, Trygve Pedersen | Żeglarstwo           | klasa 6 m formuła 1907                        | 9 pkt                                                 |

## Skład kadry

### Boks
| Zawodnik        | Konkurencja     | 1/16                | 1/8                  | Ćwierćfinał       | Półfinał             | Finał/Walka o 3.miejsce   | Finał/Walka o 3.miejsce |
| Zawodnik        | Konkurencja     | Przeciwnik Wynik    | Przeciwnik Wynik     | Przeciwnik Wynik  | Przeciwnik Wynik     | Przeciwnik Wynik          | Miejsce                 |
| --------------- | --------------- | ------------------- | -------------------- | ----------------- | -------------------- | ------------------------- | ----------------------- |
| Einar Nilsen    | waga musza      |                     | Frank di Genaro P    | Nie awansował     | Nie awansował        | Nie awansował             | Nie awansował           |
| Peder Kjellberg | waga musza      |                     | Joseph Charpentier P | Nie awansował     | Nie awansował        | Nie awansował             | Nie awansował           |
| John Koss       | waga kogucia    |                     | wolny los            | George McKenzie P | Nie awansował        | Nie awansował             | Nie awansował           |
| Hjalmar Nygaard | waga kogucia    |                     | Henri Ricard P       | Nie awansował     | Nie awansował        | Nie awansował             | Nie awansował           |
| Arthur Olsen    | waga piórkowa   | Ángel Rodríguez W   | Jean Gachet P        | Nie awansował     | Nie awansował        | Nie awansował             | Nie awansował           |
| Paul Erdal      | waga piórkowa   |                     | Frederick Adams W    | Paul Fritsch P    | Nie awansował        | Nie awansował             | Nie awansował           |
| Johan Sæterhaug | waga lekka      |                     | James Gilmour W      | Clarence Newton P | Nie awansował        | Nie awansował             | Nie awansował           |
| Trygve Stokstad | waga półśrednia |                     | Roy Ingram W         | William Clark P   | Nie awansował        | Nie awansował             | Nie awansował           |
| Aage Steen      | waga półśrednia | Dario Della Valle W | Henri Richards W     | Bert Schneider P  | Nie awansował        | Nie awansował             | Nie awansował           |
| Hjalmar Strømme | waga średnia    |                     | Jean Dortet W        | Martin Olsen W    | Georges Prud’Homme P | Montgomery Herschowitch P | 4.                      |
| Rolf Jacobsen   | waga średnia    |                     | Samuel Lagonia P     | Nie awansował     | Nie awansował        | Nie awansował             | Nie awansował           |
| Johan Clementz  | waga półciężka  |                     | Thomas Holdstock P   | Nie awansował     | Nie awansował        | Nie awansował             | Nie awansował           |
| Sverre Sørsdal  | waga półciężka  |                     | René Darbou W        | Edwin Schell W    | Hugh Brown W         | Edward Eagan P            | srebro                  |
| Sigurd Hoel     | waga ciężka     |                     | Wolny los            | Xavier Eluère P   | Nie awansował        | Nie awansował             | Nie awansował           |

### Gimnastyka
| Zawodnik | Konkurencja                          | Finał | Finał   |
| Zawodnik | Konkurencja                          | Wynik | Miejsce |
| --- | ------------------------------------ | ----- | ------- |
| Petter Hol | wielobój indywidualnie               | 80,75 | 14.     |
| Alf Aanning, Karl Aas, Jørgen Andersen, Gustav Bayer, Jørgen Bjørnstad, Asbjørn Bodahl, Eilert Bøhm, Trygve Bøyesen, Ingolf Davidsen, Haakon Endreson, Harald Færstad, Herman Helgesen, Peter Hol, Otto Johannessen, Johan Anker Johansen, Trygve Kristoffersen, Henrik Nilsen, Jacob Opdahl, Arthur Rydstrøm, Frithjof Sælen, Bjørn Skjærpe, Wilhelm Steffensen, Olav Sundal, Reidar Tønsberg, Lauritz Wigand-Larsen | wielobój drużynowo w systemie wolnym | 48,55 | srebro  |

### Jeździectwo
| Konkurencja              | Zawodnik        | Koń     | Finał   | Finał |
| Konkurencja              | Zawodnik        | Koń     | Wynik   | Poz.  |
| ------------------------ | --------------- | ------- | ------- | ----- |
| Ujeżdżenie indywidualnie | Jens Falkenberg | Hjördis | 22,3750 | 8.    |

| Konkurencja         | Zawodnik       | Koń    | Finał        | Finał   | Finał |
| Konkurencja         | Zawodnik       | Koń    | Punkty karne | Miejsce |       |
| ------------------- | -------------- | ------ | ------------ | ------- | ----- |
| Skoki indywidualnie | Paul Michelet  | Raven  | 5,00         | 4.      |       |
| Skoki indywidualnie | Eugen Johansen | Nökken | 9,00         | 13.     |       |

| Konkurencja        | Zawodnik                                   | Koń       | 50 km               | 20 km                    | Skoki                    | Razem                    | Pozycja                   |                           |
| ------------------ | ------------------------------------------ | --------- | ------------------- | ------------------------ | ------------------------ | ------------------------ | ------------------------- | ------------------------- |
| WKKW indywidualnie | Knut Gysler                                | Emden     | 870,00              | 585,00                   | 82,50                    | 1537,50                  | 9.                        |                           |
| WKKW indywidualnie | Eugen Johansen                             | Nökken    | 892,50              | 375,00                   | 161,25                   | 1428,75                  | 11.                       |                           |
| WKKW indywidualnie | Bjørn Bjørnseth                            | Lydia     | 600,00              | Nie ukończył konkurencji | Nie ukończył konkurencji | Nie ukończył konkurencji | Nie ukończył konkurencji  |                           |
| WKKW drużynowo     | Knut Gysler Eugen Johansen Bjørn Bjørnseth | jak wyżej | punktacja jak wyżej | punktacja jak wyżej      | punktacja jak wyżej      | punktacja jak wyżej      | Nie ukończyli konkurencji | Nie ukończyli konkurencji |

### Kolarstwo

#### Kolarstwo szosowe
| Zawodnik                                                    | Konkurencja                    | Czas       | Pozycja |
| ----------------------------------------------------------- | ------------------------------ | ---------- | ------- |
| Helge Flatby                                                | jazda indywidualna na czas (m) | 5:12:50,2  | 28.     |
| Paul Henrichsen                                             | jazda indywidualna na czas (m) | 5:13:23,2  | 29.     |
| Olaf Nygaard                                                | jazda indywidualna na czas (m) | 5:24:56,6  | 35.     |
| Thorstein Stryken                                           | jazda indywidualna na czas (m) | 5:44:01,8  | 41.     |
| Helge Flatby Paul Henrichsen Olaf Nygaard Thorstein Stryken | jazda drużynowa na czas (m)    | 21:35:11,8 | 8.      |

### Lekkoatletyka
Konkurencje biegowe
| Konkurencja                 | Zawodnik                                                   | Eliminacje | Eliminacje | Ćwierćfinał   | Ćwierćfinał   | Półfinał        | Półfinał        | Finał              | Finał              |
| Konkurencja                 | Zawodnik                                                   | Wynik      | Miejsce    | Wynik         | Miejsce       | Wynik           | Miejsce         | Wynik              | Miejsce            |
| --------------------------- | ---------------------------------------------------------- | ---------- | ---------- | ------------- | ------------- | --------------- | --------------- | ------------------ | ------------------ |
| 100 m                       | Bjarne Guldager                                            | b.d        | 4.         | Nie awansował | Nie awansował | Nie awansował   | Nie awansował   | Nie awansował      | Nie awansował      |
| 100 m                       | Johan Johansen                                             | b.d        | 4.         | Nie awansował | Nie awansował | Nie awansował   | Nie awansował   | Nie awansował      | Nie awansował      |
| 100 m                       | Rolf Stenersen                                             | b.d        | 3.         | Nie awansował | Nie awansował | Nie awansował   | Nie awansował   | Nie awansował      | Nie awansował      |
| 100 m                       | Asle Bækkedal                                              | b.d        | 5.         | Nie awansował | Nie awansował | Nie awansował   | Nie awansował   | Nie awansował      | Nie awansował      |
| 200 m                       | Bjarne Guldager                                            | b.d        | 5.         | Nie awansował | Nie awansował | Nie awansował   | Nie awansował   | Nie awansował      | Nie awansował      |
| 200 m                       | Rolf Stenersen                                             | 23,7       | 4.         | Nie awansował | Nie awansował | Nie awansował   | Nie awansował   | Nie awansował      | Nie awansował      |
| 400 m                       | Einar Mangset                                              | 51,3       | 4.         | Nie awansował | Nie awansował | Nie awansował   | Nie awansował   | Nie awansował      | Nie awansował      |
| 800 m                       | Odolf Larsen                                               | b.d        | 9.         |               |               | Nie awansował   | Nie awansował   | Nie awansował      | Nie awansował      |
| 1500 m                      | Eivind Rasmussen                                           |            |            |               |               | 4:08,2          | 5.              | Nie awansował      | Nie awansował      |
| sztafeta 4 × 100 m mężczyzn | Bjarne Guldager Asle Bækkedal Rolf Stenersen Erling Aastad |            |            |               |               | Dyskwalifikacja | Dyskwalifikacja | Nie awansowali     | Nie awansowali     |
| bieg przełajowy             | Even Vengshoel                                             |            |            |               |               |                 |                 | Nie ukończył biegu | Nie ukończył biegu |

Konkurencje techniczne
| Konkurencja | Zawodnik         | Eliminacje | Eliminacje | Finał         | Finał         |
| Konkurencja | Zawodnik         | Wynik      | Miejsce    | Wynik         | Miejsce       |
| ----------- | ---------------- | ---------- | ---------- | ------------- | ------------- |
| skok w dal  | Erling Aastad    | 6,62       | 6.         | 6,885         | 5.            |
| skok w dal  | Einar Ræder      | 6,585      | 8.         | Nie awansował | Nie awansował |
| skok w dal  | Johan Johannesen | 6,565      | 10.        | Nie awansował | Nie awansował |
| trójskok    | Kaare Bache      | 13,64      | 9.         | Nie awansował | Nie awansował |
| trójskok    | Erling Juul      | 13,59      | 11.        | Nie awansował | Nie awansował |
| trójskok    | Erling Vinne     | 13,34      | 13.        | Nie awansował | Nie awansował |

| Zawodnik      | Konkurencje   | Konkurencje                | Wyniki                | Punkty                   | Miejsce                  |
| ------------- | ------------- | -------------------------- | --------------------- | ------------------------ | ------------------------ |
| Helge Løvland | pięciobój     | skok w dal                 | 6,320                 | 7                        | 7.                       |
| Helge Løvland | pięciobój     | rzut oszczepem             | 39,51                 | 2                        | 2.                       |
| Helge Løvland | pięciobój     | Bieg na 200 m              | 24,0                  | 10                       | 10.                      |
| Helge Løvland | pięciobój     | rzut dyskiem               | 53,13                 | 4                        | 4.                       |
| Helge Løvland | pięciobój     | Bieg na 1500 m             | 4:45,8                | 4                        | 4.                       |
| Helge Løvland | pięciobój     | Finał                      |                       | 27                       | 5.                       |
| Ole Reistad   | pięciobój     | skok w dal                 | 6,095                 | 13                       | 13.                      |
| Ole Reistad   | pięciobój     | rzut oszczepem             | 31,98                 | 12                       | 12.                      |
| Ole Reistad   | pięciobój     | Bieg na 200 m              | 23,9                  | 9                        | 9.                       |
| Ole Reistad   | pięciobój     | rzut dyskiem               | 38,99                 | 15                       | 15.                      |
| Ole Reistad   | pięciobój     | Bieg na 1500 m             | Nie stanął na starcie | Nie stanął na starcie    | Nie stanął na starcie    |
| Ole Reistad   | pięciobój     | Finał                      |                       | 49                       | 14.                      |
| Helge Løvland | dziesięciobój | bieg 100 m                 | 12,0                  | 666,8                    | 7.                       |
| Helge Løvland | dziesięciobój | skok w dal                 | 6,280                 | 676,600                  | 5.                       |
| Helge Løvland | dziesięciobój | pchnięcie kulą             | 11,19                 | 585                      | 8.                       |
| Helge Løvland | dziesięciobój | skok wzwyż                 | 1,65                  | 608                      | 4.                       |
| Helge Løvland | dziesięciobój | bieg 400 m                 | 54,8                  | 751,84                   | 5.                       |
| Helge Løvland | dziesięciobój | rzut dyskiem               | 37,34                 | 700,94                   | 2.                       |
| Helge Løvland | dziesięciobój | bieg na 110 m przez płotki | 16,2                  | 886                      | 1.                       |
| Helge Løvland | dziesięciobój | skok o tyczce              | 3,20                  | 595                      | 5.                       |
| Helge Løvland | dziesięciobój | rzut oszczepem             | 48,01                 | 642,775                  | 4.                       |
| Helge Løvland | dziesięciobój | bieg na 1500 m             | 4:48,4                | 690,4                    | 2.                       |
| Helge Løvland | dziesięciobój | Finał                      |                       | 6803,355                 | złoto                    |
| Einar Ræder   | dziesięciobój | bieg 100 m                 | 12,0                  | 666,8                    | 7.                       |
| Einar Ræder   | dziesięciobój | skok w dal                 | 6,275                 | 675,375                  | 6.                       |
| Einar Ræder   | dziesięciobój | pchnięcie kulą             | 10,99                 | 565                      | 12.                      |
| Einar Ræder   | dziesięciobój | skok wzwyż                 | 1,65                  | 608                      | 4.                       |
| Einar Ræder   | dziesięciobój | bieg 400 m                 | 55,7                  | 718,0                    | 9.                       |
| Einar Ræder   | dziesięciobój | rzut dyskiem               | 28,74                 | 374,14                   | 14.                      |
| Einar Ræder   | dziesięciobój | bieg na 110 m przez płotki | 17,0                  | 810,0                    | 7.                       |
| Einar Ræder   | dziesięciobój | skok o tyczce              | 2,50                  | 217                      | 16.                      |
| Einar Ræder   | dziesięciobój | rzut oszczepem             | 35,74                 | 305,350                  | 11.                      |
| Einar Ræder   | dziesięciobój | bieg na 1500 m             | Nie stanął na starcie | Nie stanął na starcie    | Nie stanął na starcie    |
| Einar Ræder   | dziesięciobój | Finał                      |                       | Nie ukończył konkurencji | Nie ukończył konkurencji |

### Łyżwiarstwo figurowe
| Zawodnik                | Konkurencja   | Wynik | Pozycja |
| Nota                    | Pozycja       | Nota  | Pozycja |
| ----------------------- | ------------- | ----- | ------- |
| Margot Moe              | Solistki      | 22,5  | 5.      |
| Ingrid Gulbrandsen      | Solistki      | 24,0  | 6.      |
| Andreas Krogh           | Soliści       | 18,0  | srebro  |
| Martin Stixrud          | Soliści       | 24,5  | brąz    |
| Alexia Bryn Yngvar Bryn | Pary sportowe | 25,0  | srebro  |

### Pięciobój nowoczesny
| Zawodnik       | Konkurencja   | Strzelanie | Strzelanie | Strzelanie | Pływanie | Pływanie | Pływanie | Szermierka | Szermierka | Szermierka | Jazda konna | Jazda konna | Jazda konna | Bieg przełajowy | Bieg przełajowy | Bieg przełajowy | Suma punktów | Pozycja |
| Zawodnik       | Konkurencja   | Wynik      | M.         | Punkty     | Czas     | M.       | Punkty   | Wygrane    | M.         | Punkty     | Kary        | M.          | Punkty      | Czas            | M.              | Punkty          | Suma punktów | Pozycja |
| -------------- | ------------- | ---------- | ---------- | ---------- | -------- | -------- | -------- | ---------- | ---------- | ---------- | ----------- | ----------- | ----------- | --------------- | --------------- | --------------- | ------------ | ------- |
| Arne Tellefsen | indywidualnie | 181        | 2.         | 2          | 6:17,8   | 10.      | 10       | b.d        | 18.        | 18         | b.d         | 19.         | 19          | 15:45,0         | 13.             | 13              | 62           | 13.     |
| Olliver Smith  | indywidualnie | 150        | 9.         | 9          | 6:11,0   | 9.       | 9        | b.d        | 20.        | 20         | b.d         | 22.         | 22          | 15:03,2         | 6.              | 6               | 66           | 14.     |

### Piłka nożna
Reprezentacja mężczyzn
| - Sigurd Wathne - Otto Aulie - Per Skou - Adolph Wold - Asbjørn Halvorsen - Gunnar Andersen - Michael Paulsen - Einar Wilhelms |  | - Johnny Helgesen - Einar Gundersen - Per Holm - Rolf Aas - John Johnsen - Ellef Mohn - Arne Andersen - Rolf Thorstvedt |

### Turniej główny
Pierwsza runda
| 28 sierpnia 1920 | Wielka Brytania | 1:31:1 | Norwegia | Olympisch Stadion Antwerpia |
|                  |                 |        |          |                             |

Ćwierćfinał
| 29 sierpnia 1920 | Czechosłowacja | 4:02:0 | Norwegia | Stadion La Butte Bruksela |
|                  |                |        |          |                           |

Turniej o drugie i trzecie miejsce
I runda
| 31 sierpnia 1920 | Włochy | 2:10:1 | Norwegia | Stadion aan de Broodstraat |
|                  |        |        |          |                            |

### Pływanie
Mężczyźni
| Konkurencja       | Zawodnik     | Eliminacje | Eliminacje | Półfinał      | Półfinał      | Finał         | Finał         |
| Konkurencja       | Zawodnik     | Czas       | Miejsce    | Czas          | Miejsce       | Czas          | Miejsce       |
| ----------------- | ------------ | ---------- | ---------- | ------------- | ------------- | ------------- | ------------- |
| 100 m dowolnym    | Alfred Steen | b.d        | 4.         | Nie awansował | Nie awansował | Nie awansował | Nie awansował |
| 400 m dowolnym    | Alfred Steen | 6:30,6     | 4.         | Nie awansował | Nie awansował | Nie awansował | Nie awansował |
| 100 m grzbietowym | Asbjørn Wang | 1:28,2     | 4.         | Nie awansował | Nie awansował | Nie awansował | Nie awansował |

### Skoki do wody
Mężczyźni
| Konkurencja              | Zawodnik         | Eliminacje | Eliminacje | Finał         | Finał         |
| Konkurencja              | Zawodnik         | Wynik      | Pozycja    | Wynik         | Pozycja       |
| ------------------------ | ---------------- | ---------- | ---------- | ------------- | ------------- |
| wieża 10 m               | Sigvard Andersen | 139,0      | 5.         | Nie awansował | Nie awansował |
| wieża 10 m               | Bernhard Dahl    | 136,5      | 6.         | Nie awansował | Nie awansował |
| skoki standard i dowolne | Sigvard Andersen | 264,70     | 8.         | Nie awansował | Nie awansował |

Kobiety
| Konkurencja | Zawodnik        | Eliminacje | Eliminacje | Finał          | Finał          |
| Konkurencja | Zawodnik        | Wynik      | Pozycja    | Wynik          | Pozycja        |
| ----------- | --------------- | ---------- | ---------- | -------------- | -------------- |
| wieża 10 m  | Ragnhild Larsen | 152,0      | 4.         | Nie awansowała | Nie awansowała |
| wieża 10 m  | Brynhild Berge  | 140,5      | 6.         | Nie awansowała | Nie awansowała |

### Strzelectwo
| Konkurencja                                   | Zawodnik                                                                                     | Finał | Finał   |
| Konkurencja                                   | Zawodnik                                                                                     | Wynik | Pozycja |
| --------------------------------------------- | -------------------------------------------------------------------------------------------- | ----- | ------- |
| pistolet dowolny indywidualnie                | Einar Liberg                                                                                 | 442   | b.d     |
| pistolet dowolny indywidualnie                | Oluf Wesmann-Kjær                                                                            | 434   | b.d     |
| karabin małokalibrowy stojąc 50 m             | Anton Olsen                                                                                  | 379   | b.d     |
| karabin małokalibrowy stojąc 50 m             | Albert Helgerud                                                                              | 375   | b.d     |
| karabin małokalibrowy stojąc 50 m             | Sigvart Johansen                                                                             | 373   | b.d     |
| karabin małokalibrowy stojąc 50 m             | Olaf Sletten                                                                                 | 371   | b.d     |
| karabin małokalibrowy stojąc 50 m             | Østen Østensen                                                                               | 368   | b.d     |
| karabin małokalibrowy 50 m stojąc drużynowo   | Anton Olsen Albert Helgerud Sigvart Johansen Olaf Sletten Østen Østensen                     | 1866  | brąz    |
| karabin dowolny 3 pozycje                     | Østen Østensen                                                                               | 980   | brąz    |
| karabin dowolny 3 pozycje                     | Gudbrand Skatteboe                                                                           | 975   | 5.      |
| karabin dowolny 3 pozycje                     | Albert Helgerud                                                                              | 955   | b.d     |
| karabin dowolny 3 pozycje                     | Olaf Sletten                                                                                 | 930   | b.d     |
| karabin dowolny 3 pozycje                     | Otto Olsen                                                                                   | 908   | b.d     |
| karabin dowolny 3 pozycje drużynowo           | Østen Østensen Gudbrand Skatteboe Albert Helgerud Olaf Sletten Otto Olsen                    | 4748  | brąz    |
| karabin wojskowy 300 m leżąc                  | Otto Olsen                                                                                   | 60    | złoto   |
| karabin wojskowy 300 m leżąc                  | Albert Helgerud                                                                              | 58    | 6.      |
| karabin wojskowy 300 m leżąc                  | Olaf Sletten                                                                                 | 58    | 6.      |
| karabin wojskowy leżąc 300 m drużynowo        | Østen Østensen Otto Olsen Olaf Sletten Albert Helgerud Jacob Onsrud                          | 280   | 6.      |
| karabin wojskowy stojąc 300 m                 | Anton Dahl                                                                                   | 52    | b.d     |
| karabin wojskowy stojąc 300 m drużynowo       | Østen Østensen Otto Olsen Olaf Sletten Albert Helgerud Gudbrand Skatteboe                    | 242   | 6.      |
| karabin wojskowy 600 m leżąc                  | Olaf Sletten                                                                                 | 58    | 5.      |
| karabin wojskowy leżąc 600 m drużynowo        | Østen Østensen Otto Olsen Olaf Sletten Albert Helgerud Jacob Onsrud                          | 282   | 4.      |
| karabin wojskowy leżąc 300 i 600 m drużynowo  | Otto Olsen Østen Østensen Olaf Sletten Albert Helgerud Jacob Onsrud                          | 565   | srebro  |
| runda pojedyncza – sylwetka jelenia           | Otto Olsen                                                                                   | 43    | złoto   |
| runda pojedyncza – sylwetka jelenia           | Harald Natvig                                                                                | 41    | brąz    |
| runda pojedyncza – sylwetka jelenia drużynowo | Harald Natvig Otto Olsen Ole Lilloe-Olsen Einar Liberg Hans Nordvik                          | 178   | złoto   |
| runda podwójna – sylwetka jelenia             | Ole Lilloe-Olsen                                                                             | 82    | złoto   |
| runda podwójna – sylwetka jelenia             | Einar Liberg                                                                                 | 71    | brąz    |
| runda podwójna – sylwetka jelenia drużynowo   | Ole Lilloe-Olsen Thorstein Johansen Harald Natvig Einar Liberg Hans Nordvik                  | 343   | złoto   |
| trap indywidualnie                            | Nordal Lunde                                                                                 | 85    | 7.      |
| trap drużynowo                                | Oluf Wesmann-Kjær Nordal Lunde Harald Natvig Thorsten Johansen Hans Nordvik Ole Lilloe-Olsen | 210   | 7.      |

### Tenis ziemny
| Konkurencja | Zawodnik                     | 1 runda                                    | 2 runda                            | 3 runda                                               | Ćwierćfinały                                         | Półfinały        | Finał            | Miejsce |
| Konkurencja | Zawodnik                     | Przeciwnik Wynik                           | Przeciwnik Wynik                   | Przeciwnik Wynik                                      | Przeciwnik Wynik                                     | Przeciwnik Wynik | Przeciwnik Wynik | Miejsce |
| ----------- | ---------------------------- | ------------------------------------------ | ---------------------------------- | ----------------------------------------------------- | ---------------------------------------------------- | ---------------- | ---------------- | ------- |
| Singiel (m) | Jack Nielsen                 |                                            | Cesare Colombo P 0:3 (2:6,3:6,1:6) | Nie awansował                                         | Nie awansował                                        | Nie awansował    | Nie awansował    | 17.     |
| Singiel (m) | Conrad Langaard              | Victor de Laveleye P 1:3 (2:6,6:2,3:6,3:6) | Nie awansował                      | Nie awansował                                         | Nie awansował                                        | Nie awansował    | Nie awansował    | 32.     |
| debel (m)   | Conrad Langaard Jack Nielsen |                                            |                                    | Henning Müller Olle Andersson W 3:1 (6:1,6:8,6:1,6:4) | François Blanchy Jacques Brugnon P 0:3 (1:6,1:6,3:6) | Nie awansowali   | Nie awansowali   | 5.      |
| singiel (k) | Caroline Dahl                |                                            |                                    | Sigrid Fick P'' 0:2 (5:7,2:6)                         | Nie awansowała                                       | Nie awansowała   | Nie awansowała   | 9.      |

### Wioślarstwo
| Konkurencja           | Zawodnik | Runda 1 | Runda 1 | Ćwierćfinał | Ćwierćfinał | Półfinał | Półfinał | Finał          | Finał          | Pozycja |
| Konkurencja           | Zawodnik | Czas    | M.      | Czas        | M.          | Czas     | M.       | Czas           | M.             | Pozycja |
| --------------------- | --- | ------- | ------- | ----------- | ----------- | -------- | -------- | -------------- | -------------- | ------- |
| Czwórka ze sternikiem | Birger Var Theodor Klem Henry Larsen Per Gulbrandsen Thoralf Hagen                                                           |         |         |             |             | 7:14,0   | 1.       | 6:58,0         | 3.             | złoto   |
| ósemka                | Theodor Nag Conrad Olsen Adolf Nilsen Håkon Ellingsen Thore Michelsen Arne Mortensen Karl Nag Tollef Tollefsen Thoralf Hagen |         |         | 6:32,2      | 1.          | 6:36,0   | 2.       | Nie awansowali | Nie awansowali | brąz    |

### Zapasy
| Konkurencja                  | Zawodnik           | 1/16 finału      | 1/8 finału          | Ćwierćfinał                         | Półfinał                             | Finał            | Miejsce       |
| Konkurencja                  | Zawodnik           | Przeciwnik Wynik | Przeciwnik Wynik    | Przeciwnik Wynik                    | Przeciwnik Wynik                     | Przeciwnik Wynik | Miejsce       |
| ---------------------------- | ------------------ | ---------------- | ------------------- | ----------------------------------- | ------------------------------------ | ---------------- | ------------- |
| styl klasyczny waga piórkowa | Wilhelm Olsen      |                  | Eduard Pütsep p     | Nie awansował                       | Nie awansował                        | Nie awansował    | Nie awansował |
| styl klasyczny waga lekka    | Richard Frydenlund |                  | Gustaf Nilsson W    | Taavi Tamminen p                    | Frits Janssens p                     | Nie awansował    | Nie awansował |
| styl klasyczny waga lekka    | Frithjof Andersen  |                  | Holger Lindberg W   | Carl Coerse W Charles Frisenfeldt W | Taavi Tamminen p František Kopřiva W | Frits Janssens W | brąz          |
| styl klasyczny waga średnia  | Sjur Johnsen       |                  | Arthur Lindfors p   | Henry Szymanski W                   | Emil Christensen W                   | Matti Perttilä p | 4.            |
| styl klasyczny waga średnia  | Einar Stensrud     |                  | Sotirios Notaris W  | Henry Szymanski p                   | Nie awansował                        | Nie awansował    | Nie awansował |
| styl klasyczny waga ciężka   | Harald Vassboten   |                  | Giorgio Calz W      | Anders Ahlgren p                    | Nie awansował                        | Nie awansował    | Nie awansował |
| styl wolny waga średnia      | Gudmund Grimstad   | Wolny los        | Gottfrid Lindgren W | Charley Johnson p                   | Nie awansował                        | Nie awansował    | Nie awansował |

### Żeglarstwo
| Zawodnik | Konkurencja                  | Wyścig           | Wyścig            | Wyścig             | Punkty | Finałowa pozycja |
| Zawodnik | Konkurencja                  | Wyścig I miejsce | Wyścig II miejsce | Wyścig III miejsce | Punkty | Finałowa pozycja |
| --- | ---------------------------- | ---------------- | ----------------- | ------------------ | ------ | ---------------- |
| Einar Torgersen Leif Erichsen Andreas Knudsen                                                                                                   | klasa 6 metrów formuła 1907  | 1.               | 2.                | 4.                 | 7      | srebro           |
| Henrik Agersborg Einar Berntsen Trygve Pedersen                                                                                                 | klasa 6 metrów formuła 1907  | 4.               | 4.                | 1.                 | 9      | brąz             |
| Andreas Brecke Paal Kaasen Ingolf Rød | klasa 6 metrów formuła 1919  | 2.               | 1.                | 1.                 | 5      | złoto            |
| Johan Faye Sten Abel Christian Dick Niels Nielsen                                                                                               | klasa 7 metrów               | 1.               | 2.                | 2.                 | 5      | srebro           |
| Carl Ringvold Thorleif Holbye Alf Jacobsen Kristoffer Olsen Tellef Wagle                                                                        | klasa 8 metrów formuła 1907  | 1.               | 1.                |                    | 2      | złoto            |
| Magnus Konow Thorleif Kristoffersen Reidar Martiniuson Ragnar Vik                                                                               | klasa 8 metrów formuła 1919  | 1.               | 1.                | 1.                 | 3      | złoto            |
| Jens Salvesen Finn Schiander Lauritz Schmidt Nils Thomas Ralph Tschudi                                                                          | klasa 8 metrów formuła 1919  | 2.               | 2.                | 2.                 | 6      | srebro           |
| Erik Herseth Sigurd Holter Gunnar Jamvold Peter Jamvold Claus Juell Ingar Nielsen Ole Sørensen                                                  | klasa 10 metrów formuła 1907 | 1.               | 1.                |                    | 2      | złoto            |
| Charles Arentz Robert Giertsen Willy Gilbert Arne Sejersted Halfdan Schjøtt Trygve Schjøtt Otto Falkenberg                                      | klasa 10 metrów formuła 1919 | 1.               | 1.                |                    | 2      | złoto            |
| Henrik Østervold Jan Østervold Ole Østervold Hans Næss Halvor Møgster Halvor Birkeland Rasmus Birkeland Kristian Østervold Lauritz Christiansen | klasa 12 metrów formuła 1907 | 1.               | 1.                |                    | 2      | złoto            |
| Johan Friele Olaf Ørvig Arthur Allers Christen Wiese Martin Borthen Egill Reimers Kaspar Hassel Thor Ørvig Erik Ørvig                           | klasa 12 metrów              | 1.               | 1.                |                    | 2      | złoto            |